# Nantes-i ediktum

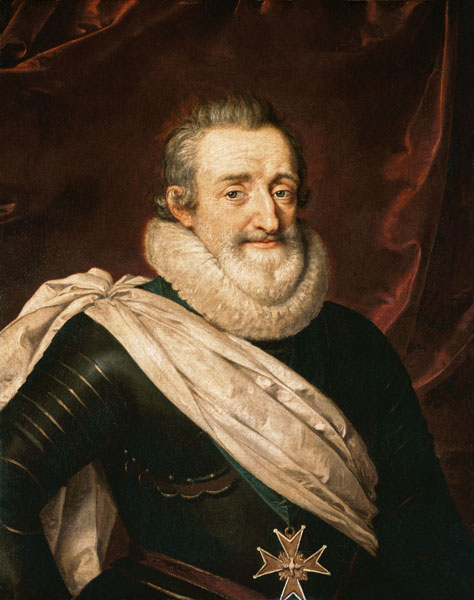
IV. Henrik, az ediktum kibocsátója

A nantes-i ediktum IV. Henrik francia királynak az 1598. április 13-án kiadott rendelete, amelyben biztosította a hugenottáknak a szabad vallásgyakorlatot és egyenjogúságot, véget vetve a harminchat évig tartó vallásháborúknak. Ugyanakkor a katolikusokat visszahelyezte jogaikba, és visszaadta a háború során elvesztett javaikat. A rendelet 1685. október 18-áig volt hatályos, amikor XIV. Lajos a fontainebleau-i ediktummal visszavonta.

## Előzményei
A reformáció az 1520-as évek közepétől kezdett elterjedni Franciaországban, először a Luther-féle tanítások, később a Kálvin-féle változat. Az új eszmék eleinte főleg a városlakó kézművesek, jogászok, orvosok, tanárok, jegyzők és más polgárok között terjedtek, 1555 után azonban a nemesek is nagy számban csatlakoztak a reformációhoz. 1552-ben mintegy 400 000 francia református volt, 1562-ben pedig a számuk elérte a kétmilliót, vagyis az akkori lakosság 10%-át. A több mint 2000 református gyülekezet az ország déli és délnyugati részén koncentrálódott, de szinte az összes tartományban megtalálhatóak voltak.
A központi hatalom szempontjából a tömeges áttérés aggasztó lehetett, mivel alternatív ideológiát jelenthetett a többletjogokra törekvő nemesség számára. Ezért II. Henrik már trónra kerülésének évében létrehozta a chambre ardente-ot, ami gyakorlatilag királyi inkvizícióként működött, és a következő három évben több mint ötszáz hugenottát ítélt el. Az „eretnekség” visszaszorítására Henrik királyi biztosokat küldött a tartományokba. 1540 és 1560 között mintegy hatszáz reformátust öltek meg vallásuk miatt.
Henrik halála után utódai következetlen valláspolitikát folytattak, aminek eredménye az ország pártokra szakadása lett, és végső soron polgárháborúhoz vezetett. A vallásháborúk során a hugenotta családok száma 1598-ra 274 000-re csökkent, a protestánsok összlétszáma egymillió körül mozgott. A Valois-ház kihalása után hatalomra kerülő IV. Henrik seregében és az ország vezetésében azonban még mindig arányaiban sok kálvinista volt. IV. Henrik katolizálása után azonban a protestánsok nyugtalankodni kezdtek, gyűléseket tartottak, és felvették a kapcsolatot I. Erzsébet angol királynővel. Henrik az újabb polgárháború elkerülése végett 1597-ben tárgyalásokat kezdett a protestánsokkal; ennek az egyeztetésnek lett eredménye a nantes-i ediktum.

## Szerkezete és tartalma
Az ediktum négy részből állt, de csak az első volt törvényerejű.
- Az első az úgynevezett általános cikkelyeket tartalmazó pacifikációs ediktum, amelyet 1598. április 13-án hirdettek ki. A rendelet megtiltotta a polgárháború megvitatását, illetve a következtetések levonását, és amnesztiát hirdetett a háború résztvevői számára. Minden településen visszaállította a katolikus miséket, és kimondta, hogy a katolikusok tulajdonát vissza kell szolgáltatni. A rendelet szabályozta az úgynevezett reformált vallás (religion prétendue réformée) gyakorlásának szabályait: a hugenották bárhol letelepedhettek, és gyakorolhatták vallásukat. Mindazonáltal az ediktum részben korlátozta a nyilvános istentiszteletek tartását. A reformátusok számára engedélyezték a templomok építését és a saját temetők létrehozását. Tilossá vált a katolikus vallásra való kényszerített áttérés, a vallási okokból bebörtönzötteket és gályarabokat szabadon kellett bocsátani. A hugenották kötelesek voltak betartani a katolikus házassági törvényeket, katolikus ünnepnapokon nem dolgozhattak és tizedet kellett fizetniük a katolikus egyháznak; tilos volt politikai gyűléseket tartaniuk.[6]
- A második rész a szintén április 13-ai királyi brévé, amely a protestáns lelkészek és más egyházi tisztviselők javadalmazásáról rendelkezett. Ellentétben a katolikus klérus tagjaival, a protestáns egyházi személyek fizetését a király vállalta.[7]
- Az április 30-án aláírt titkos fejezet, amelyet nyolcévente meg kellett újítani, politikai, gazdasági és katonai jellegű garanciákat tartalmazott a protestáns vallásgyakorlás biztosítására. A hugenották 150 menedékhelyet (lieux de refuge) kaptak, ezek közül 51-ben protestáns kormányzó vezetése alatt a király által fizetett protestáns helyőrség állomásozott. A protestánsoknak jogukban állt tartományi és országos gyűléseket tartani.[8]
- A május 2-ai különfejezet 56 végrehajtási utasítást tartalmazott. A hugenotta gyülekezeteknek engedélyezték az egyházközségi testületek felállítását, iskolaalapítást, zsinatok tartását, saját többletadó kivetését; a prédikátoroknak előjogokat biztosítottak.[7]

## Visszhangja és hatása
A kompromisszumos nantes-i ediktum sem a katolikusokat, sem a reformátusokat nem elégítette ki teljes mértékben. A protestánsok gyanakodtak, a papság, a pápa és az egyetemek elítélően nyilatkoztak, a parlamentek csak vonakodva iktatták törvénybe az ediktumot, illetve annak első részét, mivel Henrik a titkos záradékban adott kedvezményekkel kikerülte a parlamenteket. IV. Henriknek végül is sikerült mindkét féllel elfogadtatnia akaratát, megteremtve így az ország belső békéjét.
A vallási béke lehetővé tette a vallásháborúkban szétzilált francia gazdaság rendbetételét. IV. Henrik tanácsosa, Barthélemy de Laffemas merkantilista programot dolgozott ki a kereskedelem és a manufaktúraipar fellendítésére. Ugyanakkor a király pénzügyi főintendánsa, Maximilien de Béthune, Sully hercege előteremtette a királyi hatalom megszilárdításához szükséges pénzügyi forrásokat, így IV. Henrik folytatni tudta az abszolút állam kiépítését.
Az ediktum rendelkezései lehetővé tették a hugenották megerősödését egyházi, gazdasági, politikai és kulturális értelemben. A nantes-i ediktum kibocsátásán követő években kálvinista főiskolák létesültek Sedan, Montpellier és Saumur városaiban.

## Visszavonása

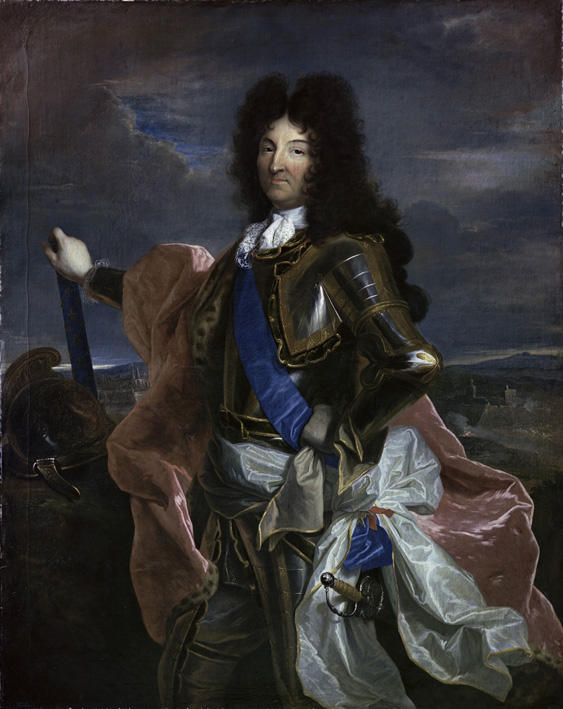
XIV. Lajos, az ediktum visszavonója

IV. Henrik halála (1610) után a kiskorú XIII. Lajos helyett anyja, az özvegy Medici Mária anyakirályné régensként kormányozta az országot, ő viszont nem volt képes ellenállni a főurak hatalmi ambícióinak. Ugyan Mária megerősítette a nantes-i ediktumot, a reformátusokat nyugtalanította, hogy hiányzik az erős központi hatalom, amely megvédné őket a katolikus többséggel szemben. A katolikusnak nevelt XIII. Lajos tényleges hatalomra jutásakor megkezdődött a hugenották katonai és politikai kiváltságainak megnyirbálása, de ennek ellenére az 1610-es évek még viszonylagos nyugalmat jelentettek. Az 1620-as évektől a királyi hatalom és a protestánsok szembenállása több ízben is fegyveres konfliktusokhoz vezetett. A harcok során a hugenották erődített helyeit lerombolták vagy katolikus kormányzókat neveztek ki az élükre. Ugyanakkor a katolikus egyház, amely soha nem fogadta el a reformátusok elszakadását, és a nantes-i ediktumot ideiglenes kompromisszumnak tekintette, az 1630-as években több térítő missziót indított a protestáns lakosságú területekre. A hugenotta elit körében elszaporodtak az áttérések. Mire a fiatal XIV. Lajos személyesen kezdte gyakorolni a hatalmat, a visszaszoruló protestantizmus már nem jelentett reális veszélyt az államra.
XIV. Lajos eleinte csak jogi úton lehetetlenítette el a hugenottákat: mindent betiltottak, ami a nantes-i ediktumban nem volt tételesen benne. 1679-től kezdve azonban nyílt erőszakot alkalmaztak a hugenották ellen. A megtérni nem akaró tehetősebb református családokhoz dragonyos katonákat szállásoltak be, akik büntetlenül zaklathatták a ház népét. A kikényszerített áttérések, illetve a kivándorlás miatt a hugenották száma csökkent. 1685. október 18-án XIV. Lajos a fontainebleau-i ediktumban visszavonta a nantes-i ediktumot, és betiltotta a református vallás gyakorlását, azzal a (katolikus vélemény szerint) jóhiszemű indoklással, vagy (protestáns szerzők szerint) ürüggyel, hogy Franciaországban már nincsenek hugenották.

## Emlékezete
- A Fapad című magyar televíziós játékfilm-sorozat egyik epizódjában a Nantes-i ediktum évszámát kellett tudni ahhoz, hogy a pilótafülkéből kizárt másodpilóta visszajuthasson a fülkébe,